# Unreal (игра, 1998)
Unreal (дословн. рус. Нереальный) — компьютерная игра в жанре шутера от первого лица, разработанная компанией Epic MegaGames (позже переименованная в Epic Games) в партнёрстве с Digital Extremes и выпущенная компанией GT Interactive. Официальный выпуск игры состоялся 22 мая 1998 года.
Движок игры разрабатывался в течение трёх лет до её выпуска и теперь носит её имя. Со времени выхода Unreal эта игровая серия имеет одно прямое продолжение и две отличающиеся серии игр, основанные на вселенной Unreal.
Дополнение «Unreal Mission Pack I: Return To Na Pali» было опубликовано 31 мая 1999 года и добавило новые миссии в одиночный режим Unreal. Unreal и Unreal Mission Pack I: Return To Na Pali позже были переизданы под названием Unreal Gold. 30 августа 2001 года Unreal был снова переиздан как Totally Unreal, который включал в себя содержимое Unreal Gold и Unreal Tournament. В 2007 году компанией «Новый Диск» издан сборник «Антология Unreal», включающий в себя Unreal Gold, Unreal Tournament: Game of the Year Edition, Unreal II: The Awakening и Unreal Tournament 2004: Editors' Choice Edition, а также аудиодиск с избранными треками из серии.

## Сюжет
Действие игры происходит в далёком будущем (около 2215 года). Игрок выступает в роли осужденного за неизвестное преступление заключённого № 849 на борту тюремного космического корабля Вортекс Райкерс (англ. Vortex Rikers), бортовой номер NC114-85EKLS. Корабль потерпел крушение в горах на неисследованной людьми планете На Пали, в ходе которого погибли большинство людей, бывших на борту. Аборигены этой планеты (четырёхрукие налийцы) были порабощены конфедерацией альянсов инопланетных рас и включены в империю Скаарджей — враждебной землянам цивилизации. Когда Вортекс Райкерс, попавший в аномально сильное гравитационное поле На Пали, терпит крушение, Скаарджи проникают в разбитый корабль, убивая всех найденных выживших. После того, как все заключённые и почти весь экипаж корабля погибают при крушении и в результате атаки скаарджей, игрок остаётся в одиночестве на неизвестной ему планете.
В Unreal представлен широкий диапазон различных видов зданий и художественных панорам. Во время прохождения игрок исследует налийскую культуру железного века, потерпевшее аварию исследовательское судно ISV-Kran (в англоязычных фантастических произведениях аббревиатура ISV расшифровывается как «Interstellar Vehicle» — Межзвёздный Транспорт), экипаж которого составляют в основном русские, монастырь «Солнечный Шпиль» (англ. Sunspire), небесный город, замки и деревни налийцев, базы Скаарджей, и в завершение — их материнский корабль. Некоторые документы налийцев рассказывают о мессии, который принесёт народу Нали свободу от Скаарджей — высказывается предположение, что мессией является игрок.

## Монстры и создания
Среди игр 1990-х годов Unreal располагает одним из самых больших чисел видов живых существ. Разумные существа представлены дружелюбными аборигенами-нали, а также враждебными людям скаарджами и их союзниками. В игре представлено множество видов воинов-скаарджей, например, солдаты, убийцы, разведчики и Лорды. Также на На Пали есть и фауна. Дикие существа представлены травоядными животными (двуногими коровами нали), двуногими кроликообразными существами, птицами, рыбами, насекомыми. Плотоядные монстры представлены хищными рыбами-«акулами», маленькими рыбками-пираньями, наносящими небольшой вред «здоровью», летающими пещерными мантами, огромными монстрами-титанами и квазиживыми протоплазменными «сгустками».

## Игровой движок
Абсолютно новый движок Unreal Engine, включавший в себя графический движок, физический движок, управление файловой и сетевой системами и готовую среду разработки для игр — UnrealEd, стал одним из первых настолько универсальных решений и предоставил множество возможностей для сторонних создателей.

### Графика
Unreal известен значительным подъёмом планки в использовании 3D-графики. В сравнении с собратьями по жанру, такими как Quake II, Unreal явил на свет не только высокодетализированные интерьеры, но также одни из самых впечатляющих ландшафтных видов, созданных к тому времени в играх. Это графическое великолепие повлекло за собой потребность в достаточно мощном компьютере для того, чтобы обеспечить приемлемую скорость обработки картинки. Минимальные системные требования были сформулированы как Pentium 166 MHz, 16 MB RAM, 2 megabyte video card. Однако, это было нереалистично, и многие игроки были весьма разочарованы, пытаясь играть на такой конфигурации. Типичная же система требовалась такого класса 233 MHz Pentium MMX or Pentium II, RAM 32 или 64MB, 3dfx Voodoo class 3d accelerator. Примечательно, что игру «раскрутить во всей красе» возможно было на заоблачной, по тем временам, конфигурации Pentium II 266 MHz, RAM 64 MB or 128MB, 3dfx Voodoo or Voodoo2 class 3D accelerator (а лучше 2х Voodoo 2 в режиме SLI для работы в разрешении 1024х768).
Unreal Engine впервые внёс многие графические усовершенствования, включая цветное освещение. Несмотря на то, что Unreal не был первой игрой с реализованным цветным освещением (см. Quake II), именно в Unreal впервые был создан программный рендерер, способный делать практически всё то же, что умели делать аппаратные рендереры того времени, включая цветное освещение и даже урезанную версию текстурных фильтраций, упомянутые программистом Тимом Свини (англ. Tim Sweeney) как упорядоченный «texture coordinate space» dither. Ранние pre-release версии Unreal были полностью основаны на программном рендеринге. SIMD технология — это объединение, позволяющее программному звуку и движкам 3D графики быть такими производительными, какие они есть. Unreal использует некоторые SIMD технологии, включая как 3DNow! от AMD, так и MMX и SSE (в рамках Unreal известную как «KNI» — Katmai New Instructions, первоначальное название SSE до официального выхода) от Intel.
В феврале 1997 года, ещё на этапе создания Unreal, журнал NEXT Generation опубликовал на лицевой обложке в полиграфическом качестве реальный скриншот из игры, предвосхищая соперничество с серией Quake. В июне 1998 года скриншоты из Unreal опубликовали на обложках сразу два издания — Game.EXE и Навигатор игрового мира.
Unreal был одной из первых игр, использующих детализированные текстуры. Этот тип мультитекстурирования усовершенствует поверхность объектов с помощью второй текстуры, показывающей дополнительные детали. Когда игрок стоит на небольшом расстоянии от поверхностей, проявляется детальная текстура, делающая поверхности более реалистичными вместо того, чтоб делать их неправдоподобно «размытыми». Упомянутые поверхности с этими упомянутыми текстурами высокого разрешения включают в себя мониторы компьютеров, металлические поверхности с царапинами, ржавчиной и повреждениями, на тюремном корабле, золотые двери и каменные поверхности в замках Nali. Эти дополнительные текстурные слои не накладывались на модели персонажей. Полученная в результате симуляция деталей на игровых объектах была направлена на избавление игрока от ощущения нереальности происходящего. в течение многих лет после выхода Unreal (и впоследствии Unreal Tournament), детальное текстурирование хорошо работало только с Glide рендерером. Оно было фактически, отключено в Direct3D рендерере по умолчанию (но могло быть включено в файле конфигурации Unreal.ini) по причинам производительности и качества, вызываемым существующим драйвером и присутствующим даже на оборудовании во много раз более мощном, чем настоящие 3Dfx Voodoo Graphics.
Из-за длительного срока разработки Unreal, курс разработки встретился с внезапным и быстрым прогрессом аппаратных 3D-ускорителей. Поэтому, наряду с продвинутым программным рендерером, Unreal был написан способным использовать все преимущества нового 3Dfx Glide API, который стал доминирующим интерфейсом вплоть до окончания разработки игры. Когда Unreal был наконец выпущен, популярность нового Direct3D API от Microsoft росла практически экспоненциально и Epic очень быстро разработали новый рендерер к своему игровому движку. Однако, Direct3D рендерер, выпущенный изначально для поддержки новых видеокарт Matrox G200, имел меньше возможностей и работал медленнее чем 3dfx Glide, особенно поначалу, когда Direct3D был нестабилен, медленен, и имел множество проблем с качеством графики. Epic пришлось создать более двух десятков патчей для компенсации. Превосходство рендерера Glide над Direct3D было видно в обзоре 3dfx Voodoo 5, в котором эта карта по производительности обошла все более старые видеокарты в Unreal Tournament (написанном тоже на Unreal Engine), благодаря встроенной поддержке Glide. Даже видеокарты, которые последовательно превзошли Voodoo 5 5500 в других играх, не могли выиграть у более высокой эффективности Glide. Даже 3DFx Voodoo 2 обладала большим быстродействием в Glide, чем существенно более современная nVidia GeForce 256, которая вышла позже неё.
Фатальным недостатком Glide было то, что этот API поддерживался только в видеокартах от компании 3dfx. Также Unreal имел ограниченную официальную поддержку OpenGL, в связи с плохими клиентскими драйверами OpenGL от большинства разработчиков оборудования, вместе с результирующей незаинтересованностью Epic в продолжении разработки. OpenGL может иметь более высокую производительность в Unreal, но Glide, в случае наличии видеокарты от 3dfx, и Direct3D в остальных случаях, как правило являлись предпочтительными.
Позже, с 2004 года и поныне, OpenGL-драйверы, разрабатываемые независимыми программистами и бесплатно предлагаемыми в интернете, начали превосходить официальные драйверы по качеству и производительности. Некоторые из них включали «родную» поддержку таких функций как anti-aliasing, продвинутое мультитекстурирование, в том числе детальное текстурирование за один проход, и hardware T&L, среди прочих продвинутых и экспериментальных настроек драйверов.
Ещё с большим энтузиазмом встретили обладатели тогда уже мощных видеокарт (от Geforce2 MX и выше) появление и развитие Glide-эмуляторов (Glide wrapper — ретранслятор), позволяющих фактически имитировать работу 3Dfx Glide API через более актуальные и современные OpenGL (Zeckensack’s Glidewrapper) и Direct3D (dgVoodoo, который также давал возможность играть через Glide в DOS игры).
Использовать патч для Unreal версии 226f для исправления поддержки Direct3D не рекомендуется.
В настоящий момент порталом OldUnreal.COM запущена кампания по развитию «старого-доброго» Unreal. Отдельным тотемом обозначилась разработка т. с. патча 227, добавляющая в игру массу возможностей: поддержка новых графических API (OpenGL 1.3, Direct3D 8-9) и поддержка различных разрешений экрана, звуковых интерфейсов (среди них есть OpenAL, FMOD), внесено много косметических изменений, исправлена куча мелких багов. Сам проект пока ещё тоже не везде идеальный, но работы по выявлению ошибок и их устранению ведутся очень оперативно.
Всё это делается энтузиастами для сохранения зачастую выдающегося дизайнерского стиля каждой старой компьютерной игры, так как с появлением унифицированных API (и OpenGL и Direct 3D) игры стали хоть и фотореалистичны, но — увы — практически неотличимо похожи друг на друга (даже если они сделаны на принципиально разных трёхмерных «движках»), что сделало в них необычный дизайнерский стиль незаметным для требовательных в художественном смысле игроков. В настоящее время маркетинговая гарантированность выпуска игр практически полностью убила, таким образом, творческий подход.

### Звуковые эффекты
Аудиосистема «Galaxy» в Unreal оптимизирована для скорости выполнения и качества звучания интенсивно используя набор расширений Intel MMX. Аудиосистема управляет и музыкой, и звуковыми эффектами. Для игровых звуков используются несжатые файлы wave в 8 или 16-битном моно-формате. Система способна воспроизводить все общепринятые типы wave-формата но по умолчанию она настроена на воспроизведение звука в качестве 22 кГц для уменьшения нагрузки на ЦПУ компьютеров, которые были доступны на момент выхода игры. Каждый может поменять качество звука в файле unreal.ini на 44.1 кГц («44100» в файле) и получить прирост в качестве и звуковых эффектов, и музыки.
Galaxy поддерживает рудиментарную программную систему позиционирования трёхмерного звука вместе с поддержкой аппаратного трёхмерного звучания (однако она немного глючная). Без аппаратной поддержки звуки только стерео-растянуты. Сдвиг фазы и полосовой фильтр использовались для имитации при помощи силы звука различного позиционирования. Звуковая система ограничена смешиванием и воспроизведением 32 каналов, но по умолчанию выставлено 16 каналов из-за низкой мощности процессора тех лет (каждый канал потребляет процессорное время). Эта настройка также доступна для редактирования в файле unreal.ini.
Движок поддерживает звуковые карты у которых присутствует возможность смешивать и позиционировать трёхмерные звуковые эффекты. На время выхода игры это были главным образом звуковые карты серии Aureal Vortex. В этом режиме, звуковая карта принимает аудиокартину из игры, оставляя оборудованию только задачу позиционирования. Если игра использует больше каналов, чем аппаратно поддерживает звуковая карта, то остальные каналы будут обработаны встроенной программной системой (это может привести к проблемам качества звука). Патчи добавляют в unreal поддержку окружающего звука и на Creative Sound Blaster Live!, хотя этой звуковой карте не хватает её возможностей для вывода всех параллельно имеющихся в игре каналов и звук временами хрипит (хотя и сохраняя при этом качественную атмосферность пространственного звучания). При этом звук на Aureal Vortex получается более достоверен.
Если Unreal запущен на компьютерах не имеющих поддержки MMX (например Pentium Pro), игра автоматически снижает качество звука до уровня low. Качество может быть поднято вручную до максимального, но аудиодвижок будет использовать больше ресурсов процессора. На компьютерах без поддержки MMX, звуковой движок также изменяет качество звука, ограничивая количество возможных ступеней громкости звуков до 64. Каждый может услышать это ограничение на примере звуковых эффектов с большим радиусом в тихой области: дискретная смена громкости звука слышна довольно явно. Epic также обращают внимание на почти двукратный прирост скорости с MMX кодом.
Также звуковая система по наследству поддерживает звуковую систему WinMM и DirectSound. DirectSound обычно имеет наименьшую задержку, тогда как WinMM работает и в системах на базе Windows 95 не имеющих DirectSound, и в системах на базе Windows NT 4.0.

### Музыка
Как было принято в компьютерных играх 1990-х (вероятно, по аналогии с первыми немыми фильмами в кинематографе), игры (причём даже 3D-шутеры) шли с фоновым музыкальным сопровождением. Unreal занимает промежуточное место между компьютерными играми с сопровождением из аудиодорожки комбинированного CD-диска (как в Warcraft 2) и более поздними играми с музыкой в сжатых форматах (mp3, Ogg Vorbis), записанных на тот же дистрибутивный диск уже в виде файлов с данными. Поэтому в Unreal музыка хранится в исключительно оригинальном формате: это файлы трекерной музыки (такие как *.STM, *.S3M, *.XM) с переписанным заголовком. Отрезая заголовок, можно получить полноценные файлы с трекерной музыкой со встроенными семплами, которые играются по нотам для редактирования в редакторах типа Fast Tracker или Impulse Tracker, а также при использовании плагина foo_dump Архивная копия от 26 февраля 2021 на Wayback Machine в популярном плеере foobar2000. Такие файлы требуют для воспроизведения меньше ресурсов центрального процессора, чем mp3, занимая промежуточное положение между mp3 и midi. В целом, создание музыки в этом формате более характерно для демосцены и считается хакерским (в смысле, неофициальным для индустрии) форматом. Качество самой фоновой музыки в художественном смысле является весьма высоким, также полностью соответствует этому определению как эпическая, неординарная, и весьма подходит к тематике игры.
Большая часть музыки создана выдающимися композиторами игровой индустрии — Александром Брэндоном и Михилем ван ден Босом. Несколько треков созданы Дэном Гардопи и Эндрю Сегой. Как правило, треки разделены на две или три части: фон, напряжение, активные действия, которые подчеркивают происходящее в игре и проигрываются в соответствующие моменты.

### Создание и редактирование карт
Метод создания карт в Unreal в основных подходах своих отличается от картостроительства в Quake. Встроенный редактор карт, UnrealEd, использует Unreal engine для рендеринга текущей сцены, а внешние редакторы, подобные Worldcraft, пересоздают её при помощи других методов. В то время, как карты в Quake «собираются» в пустом пространстве из различных компонентов, карты в Unreal вырезаются из изначально цельного пространства. Редактировать можно любые карты, включая оригинальные версии от разработчиков. UnrealEd более требователен к ресурсам компьютера, чем другие редакторы. Процесс создания и редактирования карт достаточно удобен: пересоздание карты занимает считаные минуты, тогда как полное компилирование карты в Quake часто занимает часы, а иногда даже целые дни. Подобное редактирование в стиле WYSIWYG требовало в конце 1990-х — начале 2000-х годов наиболее мощных компьютеров: если самой игре было достаточно максимум 128 MB RAM, то для редактора рекомендовалось иметь около 300 MB для стабильной работы. Редактору также необходимы компоненты Visual Basic (не присутствовавших по умолчанию ни в Windows 95, ни в его собственном дистрибутиве). Он обладал перегруженным интерфейсом (что требовало слишком высокие по тем временам разрешения экрана для комфортной работы). Запуск редактора на компьютерах с Windows 95 часто был невозможен, что являлось серьёзным препятствием для массового игрока, не знакомого с программированием и работавшего под домашней Windows 95 вместо профессиональной Windows NT.
Технически, в Unreal создание карты начинается с полностью сплошной среды, в которой вы при помощи булевых операций над примитивами создаёте полости (операция Subtract), вместо того, чтобы начинать с пустоты и создавать твёрдые объекты, заполняющие её. Затем в полость можно добавить объект-примитив при помощи операции Add. Многие создатели карт считают, что такой подход устраняет рутинную работу по подгонке друг к другу пола, стен и потолка. Также этот подход сильно ускоряет построение BSP-дерева видимости полигонов, поэтому компиляция уровня происходит на порядок быстрее, чем на движке Quake. Персонажи в игре двигаются по системе путевых точек, которые надо расставлять вручную. При компиляции уровня также рассчитываются и возможные пути для персонажей с учётом препятствий. При компиляции уровня два копланарных полигона сливаются в один при условии, что используют одну текстуру с одинаковыми текстурными координатами. Просчёт BSP-дерева можно оптимизировать в настройках, но глубокая оптимизация ведёт к сильному росту времени расчета.
Особенностью движка Unreal является понятие «зона». Зонами сделаны объёмы воды, кислоты, лавы. В зонах можно изменять параметры, влияющие на игрока, — гравитацию, инерцию, силу трения, вектор и величину силы, приложенной к игроку. При помощи зон сделана «бесшовная» телепортация игрока. Также зоне можно назначить особые акустические или визуальные свойства (реверберация, эхо, туман). Даже небо — это часть уровня в отдельной зоне. Чисто технически, небо в Unreal — это просто кусок того же самого уровня, причём масштаб этой части по отношению к другим не важен. Геометрия неба может быть любой, обычно это несколько подсвеченных полупрозрачных слоев движущихся облаков на статичном фоне. Помимо неба могут быть другие объекты: горы, солнце, планеты. Subtract-объём, который содержит небо, обозначен триггером SkyZone. При создании уровня дизайнер указывает полигонам, за которыми должно находиться небо, свойство Skybox. После этого этот полигон заменяется проекцией на скайзону. Подобный подход принёс Unreal славу игры с лучшей визуализацией неба, так как теперь фантазия дизайнера была неограничена — цветное освещение, анимированные и полупрозрачные объекты, всё было доступно.

### Режимы игры
Большая часть режимов разработана для многопользовательской игры (онлайн или с ботами). Наиболее распространёнными являются:
- Одиночный режим (Singleplayer), прохождение сюжета игры. Игрок берёт на себя роль Узника 849 и должен сбежать с На Пали.
- Кооперативный режим (Coop game), версия сюжетного, оптимизированная для совместного прохождения с другими людьми. Официально боты-союзники не поддерживаются, но по нажатию клавиши Tab и вводу в консоль строки «admin set gameinfo bteamgame true» (без кавычек) появятся боты, которые не будут атаковать игрока никогда, а монстров — только если они будут создавать угрозу игроку или ботам.
- Бой насмерть (Deathmatchgame), целью которого является убийство как можно большего числа противников. Победителем считается либо игрок, первый набравший предустановленное число убийств-фрагов, либо игрок, убивший больше других противников за установленное время.
- Командный бой насмерть (Temgame), являющийся вариацией предыдущего, но игроки разделены на две, три или четыре команды. Фраги всех сокомандников склыдваются в общий результат команды.
- Царь горы (Kingofthehill), вариация Боя насмерть, но один игрок назначается Царём горы и подсвечивается красной аурой. Убивший Царя горы игрок сам становится Царём горы.
- Тёмный матч (DarkMatch), вариация Боя насмерть с фонариками на карте DKNightOp, на которой почти нет освещения.

## Оценки
| Сводный рейтинг       | Сводный рейтинг |
| Агрегатор             | Оценка          |
| --------------------- | --------------- |
| GameRankings          | 88,58 %         |
| Русскоязычные издания |                 |
| Издание               | Оценка          |
| «Игромания»           | [ 13 ]          |